# Para-Aminomethylbenzoesäure
Die para-Aminomethylbenzoesäure (Handelsname: Pamba (D), Hersteller: Takeda Pharmaceutical) ist eine zur Aminosäure Lysin strukturverwandte Substanz (Analogon) und zählt zu den ε-Aminocarbonsäuren. Als Arzneistoff wird sie medizinisch zur Förderung der Blutstillung eingesetzt.
Para-Aminomethylbenzoesäure gehört in die Gruppe der Antifibrinolytika, das heißt, die Substanz hemmt die Gerinnselauflösung (Fibrinolyse).

## Wirkung
para-Aminomethylbenzoesäure hemmt durch Anlagerung an den Plasminbindungsplatz für Lysin die Bildung aktiven Plasmins aus Plasminogen. Dadurch wird die Anlagerung von Plasmin an Fibrin bzw. Fibrinogen unterdrückt und in der Folge die Gerinnselauflösung (Fibrinolyse) gehemmt.
Die Wirkungsweise gleicht der der strukturell ähnlichen ε-Aminocarbonsäure Tranexamsäure.
Die Eliminationshalbwertszeit im Blutplasma beträgt etwa ein bis zwei Stunden bei einer Wirkungsdauer von vier bis sechs Stunden. Para-Aminomethylbenzoesäure wird größtenteils unverändert über die Nieren ausgeschieden.
para-Aminomethylbenzoesäure wird gut resorbiert und kann sowohl parenteral als auch peroral verabreicht werden.

## Anwendung
In der Medizin wird para-Aminomethylbenzoesäure u. a. als Antidot zur Behandlung einer Hyperfibrinolyse, ausgelöst durch Fibrinolytika, oder bei seltenen, angeborenen Störungen bei der Produktion von Fibrinolyseinhibitoren eingesetzt.
Die Behandlung mit para-Aminomethylbenzoesäure soll unter Kontrolle durch einen in der Behandlung von Gerinnungsstörungen erfahrenen Arzt erfolgen und nur, wenn andere therapeutische Maßnahmen nicht ausreichen.